# 머더 바이 넘버
《머더 바이 넘버》(영어: Murder by Numbers)는 2002년에 개봉한 미국의 심리 스릴러 영화이다.

## 출연진
- 샌드라 불럭 - 캐시 메이웨더 형사 / 제시카 마리 허드슨 역
- 벤 채플린 - 샘 케네디 형사 역
- 라이언 고슬링 - 리처드 헤이우드 역
- 마이클 피트 - 저스틴 펜들턴 역
- 애그니스 브루크너 - 리사 밀스 역
- 크리스 펜 - 레이 페더스 역
- R. D. 콜 - 로드 코디 경감 역
- 톰 베리카 - 지방 검사보 앨 스완슨 역

## 우리말 녹음
SBS 성우진 (2007년 9월 16일)
- 정미숙 - 캐시 메이웨더(샌드라 불럭)
- 강수진 - 저스틴 펜들턴(마이클 피트)
- 박찬희 - 리처드 헤이우드(라이언 고슬링)
- 이종혁 - 샘 케네디(벤 채플린)
- 김아영 - 리사 밀스(애그니스 브루크너)
- 김용식 - 코디 경감(R. D. 콜)
- 순동운 - 앨 스완슨(톰 베리카)
- 임은정 - 저스틴의 엄마(크리스틴 힐리)
- 이진화 - 리처드의 엄마(낸시 오즈번)
- 안장혁 - 칼 허드슨(마이클 샘럭)
- 윤복성 - 레이(크리스 펜)
- 장주영 - 경찰(토드 레더베리)